# はちみつ類の表示に関する公正競争規約
はちみつ類の表示に関する公正競争規約（はちみつるいのひょうじにかんするこうせいきょうそうきやく、昭和44年11月13日公正取引委員会告示第56号）は、消費者庁および公正取引委員会による認定の下、全国はちみつ公正取引協議会がはちみつの表示について定めた公正競争規約である。本規約は景品表示法第31条第1項の規定に基づくものであり、その運用は全国はちみつ公正取引協議会が行う。
日本における蜂蜜に関する初の法的な取り決めである。

## 概要

### 目的
はちみつ類の取引について行う表示に関する事項を定めることにより、不当な顧客の誘引を防止し、一般消費者による自主的かつ合理的な選択及び事業者間の公正な競争を確保することを目的とする。

### 定義・対象
公正競争規約における「はちみつ」とは、みつばちが植物の花蜜、植物の分泌物又は同分泌物を吸った他の昆虫の排出物を集め、巣に貯え、熟成した天然の甘味物質であって、特定の性状（特有の香味）を有し、また、別に定める組成基準に適合したものであると定める。
公正競争規約が対象とする「はちみつ」とは、以下の4つである。
1. はちみつ - みつばちが植物の花みつを採集し、巣房に貯え熟成した天然の甘味物質であって、別表に定める性状を有し、別表に定める組成基準に適合したものをいう。
2. 甘露はちみつ - みつばちが植物の分泌物又は同分泌物を吸った他の昆虫の排出物を採集し、巣房に貯え熟成した天然の甘味物質であって、別表に定める性状を有し、別表に定める組成基準に適合したものをいう。
3. 巣はちみつ - 新しく作られて幼虫のいない巣房にみつばちによって貯えられたはちみつ又は甘露はちみつで、巣全体又は一部を封入したまま販売されるものをいう。
4. 巣はちみつ入りはちみつ - はちみつ又は甘露はちみつに巣はちみつを加えたものをいう。

### 内容
市場に流通している蜂蜜が真に純粋なものであるか、水飴などを混入しているのではないかという消費者の疑念に応える形で制定された。具体的には、以下のようなルールを定めていた。
- 純粋な蜂蜜と「異性化液糖その他の糖類を加えたもの」、すなわち人工的にショ糖等を加えたものとを区別し、後者を「加糖はちみつ」と定義。加糖はちみつの蜂蜜の含有量について、重量比で60%以上でなければならない（第2条第3項）。
- 蜂蜜から臭い、色等を取り除いたものを「精製はちみつ」と定義（第2条第2項）。
- 「国産」と表示するには、原料蜜のすべてが国内で採蜜されたものでなければならない（第4条第2項）。
- 採蜜源の花名を表示する場合には、当該はちみつの全て又は大部分を当該花から採蜜し、その花の特徴を有するものであって、かつ、採蜜国名を表示しなければならない（第4条第1項）。

2019年（令和元年）5月31日に「はちみつ類の表示に関する公正競争規約及び施行規則」が改正され、これまで公正競争規約の対象としてきた「加糖はちみつ」および「精製はちみつ」の大半が事業者向けに販売されている状況を踏まえ、公正競争規約の対象から除外された。同時に「甘露はちみつ」が対象に追加され、組成基準が見直された。この改正により、加糖はちみつについては「加糖はちみつ」「シロップ＆ハニー」等、精製はちみつは「精製はちみつ」「加工はちみつ」等と表示することとなった。
2019年の主な改正内容は以下のとおり。
1. はちみつ類の対象商品の変更。精製はちみつ、加糖はちみつ、はちみつにローヤルゼリー等を添加した商品を対象から除外。甘露はちみつを新たに追加。
2. 有機はちみつの表示基準を追加。
3. 組成基準の変更。甘露はちみつの追加に対応した基準を追加、国産はちみつの水分含有割合を日本養蜂協会の表示基準に合わせ22%へ変更。
4. 食品表示基準の改正を反映。栄養成分表示の義務化、原料の原産地表示方法を変更。
5. 乳児ボツリヌス症に関する注意表示の義務化および視認性向上に対応。

精製はちみつについては、臭いや色を除去する過程でビタミンやミネラルが失われるにもかかわらず「はちみつ」と称することを許容していることから、蜂蜜に対する「本質的成分が変化したり、品質が損なわれるような加熱や加工」を禁じる国際的な基準に反するのではないかという指摘があった。同様に加糖はちみつについて、欧州連合では異性化液糖を加えた蜂蜜が認められていないことを理由に「はちみつ」と称することを疑問視する声があった。
これに対しては、はちみつのコーデックスでははちみつから臭いや色を除去した「精製はちみつ」は「filtered honey」の名称で定義され、単なる「honey」の名称は使用できないが、「filtered honey」として「honey」を一部に使った名称は許容されている。また「加糖はちみつ」についても単なる「honey」の名称は使用できないが、アメリカ合衆国政府のガイドラインでは「syrup&honey」「honey&syrup」として「honey」を一部に使った名称を認めている、という反論がある。